# Акамацу Норімура
Акамацу Норімура (яп. 赤松則村, あかまつのりむら; 1277 — 18 лютого 1350) — японський самурайський полководець періоду південної і північної династій. Голова роду Акамацу. Також відомий як Амакацу Енсін.

## Короткі відомості
Норімура був сином Акамацу Сіґенорі, голови роду Акамацу — самурайських напіврозбійницьких ватаг 1-ї половини 13 століття з провінції Харіма, головний осередок яких знаходивя у селі Акамацу повіту Ако. Полководець мав 5 синів — Норісуке старший (赤松範資), Саданорі (赤松貞範), Норісуке молодший (赤松則祐), Удзінорі (赤松氏範) й Удзіясу.
Акамацу Норімура перебував у тісних зв'язках із імператорським домом Японії. Третій син полководця, Норісуке молодший, був наближеним імператорського принца Морінаґи. У 1332 році, коли японський імператор Ґо-Дайґо закликав самурайських володарів повалити Камакурський сьоґунат, Норімура був одним із перших, хто відгукнувся на цей заклик. Він вибив сили сьоґунатівського посадовця, рокухарського інспектора, із замку Маяяма на території сучасного міста Кобе, чим заслужив високий авторитет серед промонаршої партії. Проте повстання цього року зазнало поразки, а імператора Ґо-Дайґо заслали на острови Окі.
Після вдалої втечі монарха із заслання у 1333 році, Норімура був одним із перших, хто зустрів його у Хьоґо. У новому виступі Акамацу отримав привілей бути в авангарді імператорських сил. По поваленню Камакурського сьоґунату і реставрації прямого імператорського правління в Японії, Норімура був призначений на посаду військового губернатора провінції Харіма. Проте він не зміг протистояти інтригами придворної фракції принца Морінаґи і втратив цю посаду.
Незадоволений узурпацією столичними аристократами усіх урядових постів, Норімура приєднався до Асікаґи Такаудзі, бунтівного лідера японських самураїв, який виступив проти придворного свавілля і поступово перетоврювався у провідника самурайської опозиції в країні. Разом із ним від здійснив похід на Кіото у 1335 році, однак незабаром був змушений покинути столицю під натиском монаршої армії. Після втечі Асікаґи до острова Кюсю, Норімура зміг зупинити переслідуючі його урядовові війська під своїм замком Сірохата у провінції Харіма. У 1336 році Такаудзі повернувся з Кюсю і спільно з Акамацу розбив імператорські сили у битві при Мінатоґава. Після вступу переможців до японської столиці, Асікаґа посадовив нового монарха, прийняв титул великого сьоґуна, а Норімурі надав бажану ним посаду військового губернатора провінції Харіма. За заслуги у здобутті Кіото, сини Норімури також отримали посади — старший син Норісуке став військовим губернатором провінції Сеццу, а другий син Саданорі — військовим губернатором провінції Мімасака. Таким чином були закладені основи потужності губернаторського роду Акамацу.
Норімура був покровителем буддизму. На тому місці, де він вперше підняв війська за наказом імператора 1332 року, він звів храм Хоундзі.
Помер Норімура 18 лютого 1350 року, залишивши по собі багату спадщину нащадкам. Поховали його у кіотському храмі Кенніндзі. У створеному полководцем храмі Хоундзі була встановлена поминальна ступа на його честь. Буддистське посмертне ім'я Норімури — Ґетан Енсін (月潭円心).